# Salobralejo
Salobralejo es una localidad perteneciente al municipio de Muñogalindo, en la provincia de Ávila, comunidad autónoma de Castilla y León, España. En 2018 contaba con 53 habitantes.

## Historia
A mediados del siglo XIX, el lugar era mencionado como un barrio del término de Muñogalindo. La localidad aparece descrita en el decimotercer volumen del Diccionario geográfico-estadístico-histórico de España y sus posesiones de Ultramar de Pascual Madoz de la siguiente manera:

SALOBRALEJO: barrio en la prov. y part. jud. de Avila, térm. jurisd. de Muñogalindo, en cuyo pueblo estan incluidas las circunstancias de su localidad, pobl. y riqueza.
(Madoz, 1849, p. 702)